# Richilde (Musäus)

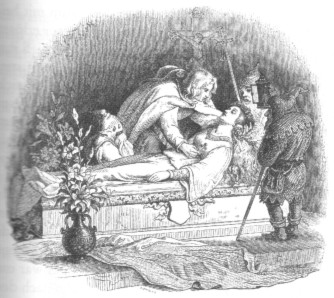
Illustration von Ludwig Richter

Richilde ist ein Märchen (AaTh 709) im ersten Band von Johann Karl August Musäus’ Volksmährchen der Deutschen, 1782. Es gilt als Vorläufer zu Grimms Schneewittchen.

## Inhalt
Gunderich der Pfaffenfreund, Graf von Brabant und seine Frau sind kinderlos. Albertus Magnus aber macht der Frau Hoffnung, sie bekommt ein schönes Töchterlein, Richilde. Er fertigt noch einen Spiegel, der Richilde jede Frage beantworten wird. Den erhält sie 15-jährig von der sterbenden Mutter. Bald ist sie von Freiern und Schmeichlern umgeben. Der Spiegel bestätigt, sie ist die Schönste. Gedrängt, endlich zu heiraten, lässt sie sich den schönsten Mann zeigen, Graf Gombald. Zu spät hört sie, dass er verheiratet ist. Er steckt seine schwangere Frau ins Kloster und lebt lustvoll mit Richilde. Dann plagt ihn das Gewissen, er fährt gen Jerusalem und stirbt. Richilde fragt den Spiegel, ob sie noch die Schönste ist, und sieht mit Schrecken statt ihres eigenen Gesichts das von Stieftochter Blanka, deren Mutter im Kloster starb. Der Hofarzt muss erst einen Granatapfel, dann eine Seife, zuletzt einen Brief für Blanka vergiften. Doch benutzt er nur ein Narkotikum. Blanka erwacht ein ums andere Mal in der Gruft, wo die Zwerge den Sarg bewachen. Das dritte Mal kommt Gottfried von Ardenne, auf dem Rückweg von einer Wallfahrt um der Seele seines Vaters willen, mit seiner Reliquie dazu. Er führt Blanka heim und lockt zur Hochzeit Richilde dazu. Die spricht sich ihr Urteil, in Eisenschuhen zu tanzen.